# István Herman
István Ervin Herman (maďarsky Herman István Ervin; 16. říjen 1947, Aldebrő – 21. říjen 2021, Eger) byl maďarský pedagog, podnikatel a pravicový politik, mezi lety 2010 až 2014 poslanec Zemského sněmu za stranu Fidesz – Maďarská občanská unie.

## Biografie
Narodil se roku 1947 v obci Aldebrő v tehdejší druhé Maďarské republice. V roce 1967 odmaturoval na Dobó István Gimnázium v Egeru. Následně se učil zinkografii v budapešťské tiskárně Kossuth Nyomda (dnes Pallas Irodalmi és Nyomdai Rt.). 
V období Kádárova režimu před rokem 1989 byl Herman sledován vnitropodnikovým agentem státních bezpečnostních složek pod krycím jménem „Sólyom“ (česky sokol), pod nímž působil udavač Boldizsár Deák, který od prosince 2021 působil jako místopředseda strany Respekt a svoboda (TISZA), a to až do dubna 2024, kdy jej nahradil právník Péter Magyar.
V roce 1998 se stal členem župního shromáždění župy Heves. Roku 2002 získal pedagogický diplom na Vysoké škole Károlye Eszterházyho (Eszterházy Károly Katolikus Egyetem) v Egeru. 
Mezi lety 2002 až 2005 byl místopředsedou Maďarského demokratického fóra (MDF) v župě Heves. Dne 30. října 2005 vstoupil do Vállalkozók Pártja  (VP) a o rok později byl zvolen jejím předsedou. 
V roce 2006 se připojil ke straně Fidesz – Maďarská občanská unie a stal se předsedou 6. volebního obvodu župy Heves, kde byl v parlamentních volbách roku 2010 zvolen poslancem Zemského sněmu v jednomandátovém volebním obvodu. Od 14. května 2010 byl členem kontrolního a rozpočtového výboru, od 14. února 2011 byl členem výboru pro hospodářství a informační technologie.

## Ocenění
- Maďarsko: Maďarský záslužný kříž (2018)